# Petrov (vojenský újezd Hradiště)
Petrov (německy Petersdorf) je zaniklá vesnice ve vojenském újezdu Hradiště v okrese Karlovy Vary. Stával v Doupovských horách tři kilometry severovýchodně od Velichova v nadmořské výšce okolo 460 metrů.

## Název
Název vesnice se v historických pramenech objevuje ve tvarech: Peterstorph (1273), Pederstorff (1545), Petrsstorff (1546), Pettersdorff (1631), Petersdorf (1785) a Petersdorf (1854).

## Historie
Vesnice byla založena doksanským klášterem na území velichovského kolonizačního újezdu nejspíše už před rokem 1260, ale první písemná zmínka o ní pochází až z 15. května 1273, kdy papež Řehoř X. klášteru potvrdil vlastnictví celého újezdu, který tvořilo osm vesnic. Později vesnice patřila k velichovskému a nejpozději od roku 1545 k hauenštejnskému panství. Roku 1546 ji koupili hrabata z Leisneku a připojili ji k doupovskému panství, u kterého zůstala až do roku 1850.
Po třicetileté válce v Petrově podle berní ruly z roku 1654 žilo dvanáct sedláků, dva chalupníci, dva zahradníci a sedm poddaných bez pozemků. Čtyři sedláci měli mlýny s jedním kolem a jeden z nich provozoval hospodu. Petrovštší obyvatelé na polích pěstovali žito, ale hlavními způsoby obživy byly chov dobytka a zpracování vrchnostenského dřeva.
V polovině devatenáctého století ve vsi stále fungovaly tři mlýny, panská hospoda a od roku 1829 škola. Sídlem farnosti býval Velichov, kde byla také pošta, ale četnická stanice se nacházela ve Žďáru. Adresář z roku 1914 v Petrově uvádí dva hostince, dva obchody, obchod s ovocem a se dřevem a trafiku. Řemeslo provozovali dva krejčí, švec, dva tesaři, truhlář a dva zedníci. Po druhé světové válce byli vysídleni Němci, takže v roce 1947 ve vesnici žilo jen devatenáct obyvatel.
Petrov zanikl vysídlením v důsledku zřízení vojenského újezdu během první etapy rušení sídel. Vesnice byla úředně zrušena k 15. červnu 1953.

## Přírodní poměry
Petrov stával v katastrálním území Doupov u Hradiště v okrese Karlovy Vary, asi tři kilometry severovýchodně od Velichova. Nacházel se v nadmořské výšce okolo 460 metrů v údolí Petrovského potoka na úpatí Petrovského vrchu (613 metrů). Oblast leží v centrální části Doupovských hor, konkrétně v jejich okrsku Jehličenská hornatina. Půdní pokryv tvoří kambizem eutrofní.
V rámci Quittovy klasifikace podnebí stál Petrov na rozhraní mírně teplé oblasti MT7 a chladné oblasti CH7 (severovýchodně od vesnice), pro kterou jsou typické průměrné teploty −3 až −4 °C v lednu a 15–16 °C v červenci. Roční úhrn srážek dosahuje 850–1000 milimetrů, sníh zde leží 100–120 dní v roce. Mrazových dnů bývá 140–160, zatímco letních dnů jen 10–30. Průměrné teploty v oblasti MT7 dosahují −2 až −3 °C v lednu a 16–17 °C v červenci. Roční úhrn srážek je 650–750 milimetrů, počet letních dnů 30–40, mrazových dnů 110–130 a sníh zde leží 60–80 dnů v roce.

## Obyvatelstvo
Při sčítání lidu v roce 1921 zde žilo 292 obyvatel (z toho 143 mužů), z nichž byl jeden Čechoslovák a 291 Němců. Všichni se hlásili k římskokatolické církvi. Podle sčítání lidu z roku 1930 měla vesnice 276 obyvatel německé národnosti, kteří byli kromě jednoho evangelíka členy římskokatolické církve.
|           | 1869 | 1880 | 1890 | 1900 | 1910 | 1921 | 1930 | 1950 |
| --------- | ---- | ---- | ---- | ---- | ---- | ---- | ---- | ---- |
| Obyvatelé | 295  | 328  | 315  | 317  | 300  | 292  | 276  | 8    |
| Domy      | 55   | 55   | 58   | 58   | 56   | 56   | 56   | 41   |

## Obecní správa
Po zrušení patrimoniální správy se Petrov stal roku 1850 obcí, ale v období let 1868–1880 býval osadou Tocova. Poté se znovu osamostatnil. V letech 1939–1945 byl převeden z okresu Kadaň do okresu Karlovy Vary.